# نواه سودربرغ
نواه سودربرغ (بالسويدية: Noah Söderberg)‏ هو لاعب كرة قدم سويدي، ولد في 21 أغسطس 2001 في السويد.

## وصلات خارجية
- نواه سودربرغ على موقع اتحاد السويد (السويدية)
- نواه سودربرغ على موقع قاعدة بيانات كرة القدم.إي يو (الإنجليزية)
- نواه سودربرغ على موقع Soccerway.com (الإنجليزية)
- نواه سودربرغ على موقع عالم كرة القدم.نت (الإنجليزية)